# Rhabdophyllum welwitschii
Rhabdophyllum welwitschii är en tvåhjärtbladig växtart som beskrevs av Van Tiegh.. Rhabdophyllum welwitschii ingår i släktet Rhabdophyllum och familjen Ochnaceae. Inga underarter finns listade i Catalogue of Life.